# Bujniczki
Bujniczki – wieś w Polsce, położona w województwie łódzkim, w powiecie piotrkowskim, w gminie Gorzkowice.
| SIMC    | Nazwa              | Rodzaj    |
| ------- | ------------------ | --------- |
| 0539740 | Pieńki Gorzkowskie | część wsi |

W latach 1975–1998 wieś administracyjnie należała do województwa piotrkowskiego.